# Orthotrichum hispanicum
Orthotrichum hispanicum är en bladmossart som beskrevs av F. Lara, Garilleti och Vicente Mazimpaka 2000. Orthotrichum hispanicum ingår i släktet hättemossor, och familjen Orthotrichaceae. Inga underarter finns listade i Catalogue of Life.